# Schaumburg (Rinteln)
Schaumburg è una frazione (Ortsteil) del comune di Rinteln, nel land della Bassa Sassonia, in Germania.

## Storia
Il comune di Schaumburg fu istituito 1º gennaio 1929 tramite la fusione dei dissolti comuni di Rosenthal e di Ostendorf e l'unione di altri territori comprendenti il castello di Schaumburg.
Già appartenente al circondario della contea di Schaumburg, fu soppresso e incorporato a Rinteln il 1º marzo 1974.